# ガルシア3世 (ナバラ王)
ガルシア・サンチェス3世（スペイン語：García Sánchez III, バスク語：Gartzea III. a Sanoitz, 1012年ごろ - 1054年9月1日）は、ナバラ王国の国王（在位：1035年 - 1054年）。ガルシア・エル・デ・ナヘラ（スペイン語：García el de Nájera, バスク語：Gartzea Naiarakoa）と呼ばれた。アラバ伯でもあり、カスティーリャ伯領の一部も個人的に支配していた。ナバラ王サンチョ3世の嫡出の長男としてナバラ王位を継承し、2人の兄弟ラミロ1世（アラゴン王国となる領地を継承）およびゴンサロ（ソブラルベ伯領およびリバゴルサ伯領を継承）の上級領主となった。同様に、弟フェルナンド1世に対する宗主権をも主張した。フェルナンド1世は、父サンチョ3世の下でカスティーリャ伯を務め、名目上はレオン王国に属していたが、サンチョ3世の個人的な支配下に置かれた。

## 生涯
1035年に父サンチョ3世が死去した後、兄ラミロは庶子であったため、嫡出の長男であったガルシア・サンチェスがナバラ王国の王位を継承した。1043年、ガルシア・サンチェスは異母兄ラミロに勝利し、王国の東の国境を定めた。ガルシア・サンチェスは、1045年にカラオラの町を占領し、コルドバの後ウマイヤ朝の解体後に成立した多数のイスラム教国タイファが弱体化した状況を利用し、南部の国境を彼らの領土上にまで押し上げた。また、ガルシア・サンチェスは父よりアラバとカスティーリャ伯領の大部分（ラ・ブレバ、トラスミエラ、モンテス・デ・オカ、エンカルテリ、ラス・メリンダデス）も継承した。
1037年、ピスエルガ川近くで行われた、弟で名目上のカスティーリャ伯フェルナンド1世のレオン王国に対する戦い（タマロンの戦い）に、ガルシア・サンチェスも参加した。レオン王ベルムード3世は敗れて戦死し、カンタブリア公ペドロに始まるカンタブリア＝ペラーヨ王家は断絶した。その後、弟フェルナンド1世はレオン王として戴冠した。しかし、ガルシア・サンチェスとフェルナンドの関係は、レオンとナバラの間にあったカスティーリャの領地の分配をめぐる対立によって悪化した。その結果アタプエルカの戦いが起こり、ガルシア・サンチェスはこの戦いにおいて戦死した。

## 結婚と子女
1038年にバルセロナにおいてエステファニアと結婚した。エステファニアはビゴール伯ベルナール＝ロジェあるいはバルセロナ伯バランゲー・ラモン1世の末娘と考えられている。2人の間には9子が生まれた。
- サンチョ・ガルセス4世（1039年頃 - 1076年） - 高貴王とよばれる。ナバラ王（1054年 - 1076年）。プラセンシア・ド・ノルマンディーと結婚。
- ウラカ・ガルセス - 1074年にナヘラおよびグラニョンの領主ガルシア・オルドーニェス（en）と結婚
- エルメシンダ・ガルセス（1110年7月1日以降没） - イェケダ領主フォルトゥン・サンチェスと結婚
- ラミロ・ガルセス（1083年1月6日没） - カラオラ領主
- フェルナンド・ガルセス（1068年没） - ブセスタ、フベラ、ラグニージャおよびオプレラの領主
- ラモン・ガルセス（1079年以降没） - ムリージョおよびアゴンシリョの領主。兄サンチョ・ガルセス4世を殺害した後、「兄弟殺し」（el Fratricida）といわれた。その後、サラゴサ王国に逃亡した。1134年の特許状では、アズナール・ロペスの妻マルケサの祖父を"rex Raymundi"（ラモン王）としている。しかし、中世のナバラでは王族に対しこの用語を使用する例があり、これは必ずしもラモンが兄の死により王位を主張したとみる必要はない[6]。
- ヒメナ・ガルセス（1085年5月27日以降没） - コルクエトス、オルノス・デ・モンカルビリョおよびダロカの女領主[7]
- マヨール・ガルセス（1115年以降没） - ヤングアス女領主
- サンチャ・ガルセス（1065年没）

また、愛妾との間に2人の庶子をもうけた。
- サンチョ・ガルセス（1038年頃 - 1083年） - ウンカスティージョ領主、コンスタンサと結婚。息子ラミロ・サンチェスは、後にナバラ王となるガルシア・ラミレスの父である。
- メンシア・ガルセス（1073年以降没） - カメロス領主フォルトゥン・オチョアと結婚